# Darren Drozdov
Darren Drozdov (Mays Landing, 7 aprile 1969 – Mays Landing, 30 giugno 2023) è stato un wrestler e giocatore di football americano statunitense conosciuto soprattutto per aver combattuto nella World Wrestling Federation con il ring name Droz.

## Biografia

### World Wrestling Federation (1998-1999)
Si propose alla WWF in quanto in grado di vomitare in qualsiasi momento. Questa sua caratteristica particolare venne anche mostrata nel documentario Beyond the Mat.
Esordì sul ring lottando in alcuni dark match e a WWF Shotgun Saturday Night. Il 25 maggio 1998 debuttò a Raw is War come alleato dei Legion of Doom. Introdotto come Puke, era il terzo membro non ufficiale del gruppo. A fine 1998, prese parte al torneo "stiff" Brawl for All, arrivando in semifinale prima di essere sconfitto da Bradshaw.
Droz fu coinvolto nel controverso angle sull'alcolismo di Road Warrior Hawk. In esso, Hawk era ritenuto inabile alla lotta dal suo partner Animal e Droz veniva reclutato al suo posto nel tag team. La storyline si concluse con Droz accusato di essere stato il "facilitatore" dei problemi di Hawk per prendere il suo posto nella squadra. Durante questo segmento, fu mostrato Hawk spinto giù dal TitanTron da Droz.
Il feud culminò al pay-per-view britannico WWF Capital Carnage quando Droz & Animal si scontrarono con The Headbangers.

### Infortunio
La carriera di Drozdov da lottatore terminò bruscamente a causa di un grave infortunio al collo rimediato durante un match contro D'Lo Brown a WWF SmackDown! registrato il 5 ottobre 1999 alla Nassau Coliseum. Drozdov, in un'intervista, dichiarò che nel match indossava una t-shirt lenta. Quando, Brown si preparò ad eseguire la sua mossa finale "running powerbomb", non fu in grado di eseguire una presa corretta su Droz a causa della maglietta e Droz non fu in grado di saltare nel modo giusto per poter attutire l'impatto della mossa.
Drozdov atterrò sulla testa, e si fratturò due vertebre cervicali. Venne immediatamente trasportato in ospedale, dove trascorse diverse ore in sala operatoria. Poiché il match era in differita, non venne mai trasmesso in televisione. Tuttavia, le immagini di Droz portato via in barella furono utilizzate per lo spot "Don't Try This at Home" della WWE.
Nonostante le cure mediche, l'infortunio rese Drozdov paralitico dal collo in giù. Da allora la sua situazione clinica è migliorata avendo egli recuperato l'uso delle braccia e del busto.
Nel 2001 Mick Foley raccontò nel suo libro Foley Is Good: And the Real World Is Faker than Wrestling, che si trovava all'ospedale insieme a D'Lo Brown dopo il match. Brown era estremamente agitato e dispiaciuto per quello che era successo. Foley scrisse che Drozdov (sulla barella) disse a Brown di non ritenersi colpevole dell'incidente accaduto.

### Morte
Il 30 giugno 2023 la WWE ha annunciato la morte di Drozdov, avvenuta per cause naturali.

## Personaggio

### Mosse finali
- New Jersey Naptime (Sitout powerbomb)
- Spear